# Медичний загін швидкого реагування «Гіппократ»
Медичний загін швидкого реагування «Гіппократ» або МЗШР «Гіппократ» — громадська організація, до складу якої входять лікарі та середні медпрацівники, які на волонтерських засадах беруть участь у суспільно корисних проектах, для реалізації котрих потрібні професійні медичні знання та навички. Створений у листопаді 2014 року.

## Мета
Метою діяльності МЗШР «Гіппократ» є:
- надання медичної допомоги пораненим і хворим (як військовикам, так і цивільному населенню) у зоні бойових дій, природних катаклізмів та техногенних катастроф;
- участь у роботах із запобігання та ліквідації наслідків надзвичайних ситуацій;
- надання кваліфікованої консультативно-лікувальної допомоги потребуючим;
- провадження просвітницької та наукової діяльності, спрямованої на поліпшення соціально-оздоровчого стану населення, зміцнення здоров’я та формування здорового способу життя.

## Консультативно-лікувальна робота в зоні АТО
З березня  2015 р. по січень 2016 р. фахівці «Гіппократа» брали участь у наданні кваліфікованої медичної допомоги пораненим і хворим, працюючи в лікарні м. Щастя Луганської обл. З липня по вересень 2015 р. лікарі-наркологи «Гіппократа» здійснювали поїздки до шпиталю Північного територіального управління Національної гвардії України у м. Бахмут Донецької обл. з метою надання консультативної допомоги.

## Участь у навчанні військових лікарів
За твердженням організації, налагодження адекватної наркологічної та психологічної допомоги військовослужбовцям у зоні АТО неможливе без спеціалізованого навчання військових лікарів. За ініціативою МЗШР «Гіппократ» провідні фахівці Харківського інституту неврології, психіатрії та наркології Національної академії медичних наук України розробили програму виїзного семінару-тренінгу: «Діагностика та експертиза алкогольного і наркотичного сп’яніння. Посттравматичний стресовий розлад: сучасна діагностика та лікування». Програма затверджена дирекцією Інституту і передбачає сертифікацію учасників курсу.
У травні 2016 р. курс пройшов успішну апробацію на базі шпиталю Північного територіального управління Національної гвардії України у м. Бахмут Донецької обл.

## Вишколи для населення
Після жахливого теракту, який стався в Харкові під час проведення «Маршу єдності» 22 лютого 2015 року, у березні того ж року, за ініціативою наукового консультанта «Гіппократа» відомого українського хірурга професора М. Голобородька, був започаткований проект «Інтенсивний курс невідкладної домедичної допомоги в екстремальних умовах», метою якого є підготовка цивільного населення до само- і взаємодопомоги під час різноманітних екстремальних ситуацій в умовах сучасного мегаполісу. Тренінги відбуваються щомісячно і тривають 1—3 дні. З метою охоплення якомога більшої кількості населення вони є безкоштовними.

## Робота з молоддю
МЗШР «Гіппократ» допомагає Харківській крайовій організації Спілки української молоді у проведенні вишкільних таборів «Слобідська Січ». У польових умовах інструктори «Гіппократа» відпрацьовують з дітьми та молоддю навички тактичної медицини і невідкладної домедичної допомоги.

## Наукова діяльність
Науковий консультант МЗШР «Гіппократ» професор М. Голобородько розробив спеціалізовані пневматичні шини і шорти, які в польових умовах дозволяють швидко фіксувати вогнепальні переломи кінцівок і зупиняти кровотечі при пораненнях таза. У грудні 2015 р. за сприяння голови «Товариства учасників руху» О. Сітенка на харківському ТОВ «Гранд Марін», яке спеціалізується на виробництві надувних човнів, була виготовлена експериментальна партія медичних пневмошин та пневмошортів.